# Prosopocera sudanica
Prosopocera sudanica är en skalbaggsart som först beskrevs av Aurivillius 1914.  Prosopocera sudanica ingår i släktet Prosopocera och familjen långhorningar. Inga underarter finns listade i Catalogue of Life.